# Pieve di Cadore
Pieve di Cadore är en ort och kommun i provinsen Belluno i Veneto i norra Italien. Kommunen hade 3 753 invånare (2018) och gränsar till kommunerna Calalzo di Cadore, Cimolais, Domegge di Cadore, Perarolo di Cadore, Valle di Cadore och Vodo di Cadore.
Renässansmålaren Tizian föddes i Pieve di Cadore.